# Volta a Portugal de 1979
A 41ª edição da Volta a Portugal em Bicicleta ("Volta 79") decorreu entre os dias 3 a 15 de Agosto de 1979. Composta por 16 etapas e um prólogo, num total de 1.853 km.

## Equipas
Participaram 66 ciclistas de 10 equipas:
- Bombarralense-Uniroyal
- Campinense-Carasona
- Coelima
- Coimbrões-Fagor
- FC Porto-União de Bancos
- Lousa-Trinaranjus
- Manique-Abitar
- Manufacturas Olímpico
- Sangalhos-Órbita
- Zala-Fundador

## Etapas
| Nº        | Data         | Etapa                                                  | km   | Vencedor da etapa                                                 | Camisola amarela                                                                 |
| --------- | ------------ | ------------------------------------------------------ | ---- | ----------------------------------------------------------------- | -------------------------------------------------------------------------------- |
| Prólogo   | 3 de Agosto  | Espinho - Espinho (C/R individual)                     | 3,6  | Guilherme Rocha (Coimbrões-Fagor)                                 | Guilherme Rocha (Coimbrões-Fagor)                                                |
| 1ª etapa  | 4 de Agosto  | Espinho - Guimarães                                    | 149  | Francisco Alves Miranda (Bombarralense-Uniroyal)                  | Marco Chagas (Lousa-Trinaranjus)                                                 |
| 2ª etapa  | 5 de Agosto  | Guimarães - Mondim de Basto (Alto da Senhora da Graça) | 84   | Marco Chagas (Lousa-Trinaranjus)                                  | Marco Chagas (Lousa-Trinaranjus)                                                 |
| 3ª etapa  | 5 de Agosto  | Mondim de Basto - Lamego                               | 93   | Venceslau Fernandes (FC Porto-União de Bancos)                    | Marco Chagas (Lousa-Trinaranjus)                                                 |
| 4ª etapa  | 6 de Agosto  | Lamego - Águeda                                        | 130  | Luís Teixeira (Coelima)                                           | Marco Chagas (Lousa-Trinaranjus)                                                 |
| 5ª etapa  | 7 de Agosto  | Águeda - Leiria                                        | 162  | Flávio Henriques (Coimbrões-Fagor)                                | Marco Chagas (Lousa-Trinaranjus)                                                 |
| 6ª etapa  | 8 de Agosto  | Leiria - Seia                                          | 160  | Américo Silva (Zala-Fundador)                                     | Marco Chagas (Lousa-Trinaranjus)                                                 |
| 7ª etapa  | 8 de Agosto  | Seia - Gouveia (C/R individual)                        | 15,4 | Marco Chagas (Lousa-Trinaranjus)                                  | Marco Chagas (Lousa-Trinaranjus)                                                 |
| 8ª etapa  | 9 de Agosto  | Gouveia - Mirandela                                    | 163  | Raul Carvalho (Zala-Fundador)                                     | Marco Chagas (Lousa-Trinaranjus)                                                 |
| 9ª etapa  | 10 de Agosto | Mirandela - Pinhel                                     | 159  | Jacinto Paulinho (Manique-Abitar)                                 | Marco Chagas (Lousa-Trinaranjus)                                                 |
| 10ª etapa | 11 de Agosto | Pinhel - Guarda                                        | 104  | Luís Gregório (Sangalhos-Órbita)                                  | Marco Chagas (Lousa-Trinaranjus)                                                 |
| 11ª etapa | 11 de Agosto | Guarda - Covilhã (Penhas da Saúde)                     | 54   | Marco Chagas (Lousa-Trinaranjus)                                  | Marco Chagas (Lousa-Trinaranjus)                                                 |
| 12ª etapa | 12 de Agosto | Covilhã - Elvas                                        | 203  | Joaquim Fonseca (Zala-Fundador)                                   | Marco Chagas (Lousa-Trinaranjus)                                                 |
| 13ª etapa | 13 de Agosto | Elvas - Évora                                          | 112  | Lima Fernandes (Bombarralense-Uniroyal)                           | Joaquim Sousa Santos (FC Porto-União de Bancos)                                  |
| 14ª etapa | 14 de Agosto | Évora - Ourique                                        | 142  | Abel Coelho (Lousa-Trinaranjus)                                   | Joaquim Sousa Santos (FC Porto-União de Bancos)                                  |
| 15ª etapa | 15 de Agosto | Ourique - Loulé                                        | 86   | Manuel Gonçalves (Campinense-Carasona)                            | Joaquim Sousa Santos (FC Porto-União de Bancos)                                  |
| 16ª etapa | 15 de Agosto | Loulé - Loulé (C/R individual)                         | 33   | Marco Chagas (Lousa-Trinaranjus) Belmiro Silva (Coimbrões-Fagor)1 | Marco Chagas (Lousa-Trinaranjus) Joaquim Sousa Santos (FC Porto-União de Bancos) |

1 A etapa é ganha por Marco Chagas; todavia é desclassificado após acusar positivo no controlo anti-doping, com a vitória a ser atribuída ao segundo classificado Belmiro Silva.

## Classificações Finais

### Geral individual
| Lugar | Nome                    | Nacionalidade | Equipa                   | Tempo       |
| DSQ   | Marco Chagas            | Portugal      | Lousa-Trinaranjus        | 53h 13' 01" |
| 01º   | Joaquim Sousa Santos    | Portugal      | FC Porto-União de Bancos | 53h 13' 52" |
| 02º   | Belmiro Silva           | Portugal      | Coimbrões-Fagor          | + 37"       |
| 03º   | Fernando Fernandes      | Portugal      | Bombarralense-Uniroyal   | + 1' 37"    |
| 04º   | Francisco Alves Miranda | Portugal      | Bombarralense-Uniroyal   | + 3' 00"    |
| 05º   | Alexandre Ruas          | Portugal      | Coelima                  | + 3' 57"    |
| 06º   | José Sousa Santos       | Portugal      | FC Porto-União de Bancos | + 5' 16"    |
| 07º   | Manuel Gomes            | Portugal      | FC Porto-União de Bancos | + 6' 10"    |
| 08º   | Jacinto Paulinho        | Portugal      | Manique-Abitar           | + 7' 04"    |
| 09º   | Venceslau Fernandes     | Portugal      | FC Porto-União de Bancos | + 8' 00"    |
| 10º   | Adelino Teixeira        | Portugal      | FC Porto-União de Bancos | + 8' 06"    |

A Volta a Portugal de 1979 foi vencida por Joaquim Sousa Santos da equipa FC Porto-União dos Bancos, devido a análise anti-doping positiva de Marco Chagas e sua consequente desclassificação.

### Equipas
| Lugar | Equipa                   | Tempo        |
| 1º    | FC Porto-União de Bancos | 159h 53' 09" |
| 2º    | Bombarralense-Uniroyal   | + 7' 24"     |
| 3º    | Zala-Fundador            | + 12' 34"    |

### Pontos
| Lugar | Ciclista                | Equipa                 | Pontos |
| 1º    | Alexandre Ruas          | Coelima                | 59     |
| 2º    | Francisco Alves Miranda | Bombarralense-Uniroyal | 39     |
| DSQ   | Marco Chagas            | Lousa-Trinaranjus      | 38     |
| 3º    | Carlos Santos           | Lousa-Trinaranjus      | 33     |

### Montanha
| Lugar | Ciclista            | Equipa                   | Pontos |
| DSQ   | Marco Chagas        | Lousa-Trinaranjus        | 56     |
| 1º    | Venceslau Fernandes | FC Porto-União de Bancos | 47     |
| 2º    | Raul Carvalho       | Zala-Fundador            | 33     |
| 3º    | Adelino Teixeira    | FC Porto-União de Bancos | 28     |

### Combinado
1º Lugar - Marco Chagas (Lousa-Trinaranjus), 5 pontos Francisco Alves Miranda (Bombarralense-Uniroyal), 13 pontos.

## Ciclistas
Partiram: 92; Desistiram: 60; Terminaram: 32.
Media: 35,412 Km/h.